# James Guthrie (producent muzyczny)
James Guthrie, James K.A. Guthrie (ur. 14 listopada 1953 w Londynie) – brytyjski producent i muzyk. Znany ze współpracy z Pink Floyd, Judas Priest oraz Toto.
Największym projektem, przy którym pracował Guthrie, był dwupłytowy album zespołu Pink Floyd – The Wall. Na tym albumie nie tylko był producentem, ale grał także na perkusji oraz syntezatorach. Ponadto pracował nad kolejnymi albumami Pink Floyd, m.in. The Final Cut, A Momentary Lapse of Reason oraz The Division Bell.

## Życiorys i kariera muzyczna
James K.A. Guthrie grał na gitarze w różnych szkolnych zespołach. Gdy miał około 13 lat, kupił singiel „See Emily Play” zespołu Pink Floyd. Później poznał takie albumy zespołu jak: The Piper at the Gates of Dawn, More i Meddle.
1 października 1973 roku rozpoczął pracę jako operator taśmowy w Mayfair Studios w Londynie. Potem przeniósł się do Audio International, gdzie został producentem muzycznym. Następnie przeniósł się do Utopia Studios pomagając w jego budowie. W październiku 1978 roku rozpoczął pracę z zespołem Pink Floyd nad albumem The Wall.